# (4063) Euforbo
(4063) Euforbo ist ein Asteroid aus der Gruppe der Jupiter-Trojaner. Damit werden Asteroiden bezeichnet, die auf den Lagrange-Punkten auf der Bahn des Jupiter um die Sonne laufen. (4063) Euforbo wurde am 1. Februar 1989 vom Observatorium San Vittore entdeckt. Er ist dem Lagrangepunkt L4 zugeordnet. 
Benannt ist der Asteroid nach Euphorbos, einer mythologischen Figur des Trojanischen Krieges.